# Giải đua ô tô Công thức 1 Monaco 2024
Giải đua ô tô Công thức 1 Monaco 2024 (tên chính thức là Formula 1 Grand Prix de Monaco 2024) là một chặng đua Công thức 1 được tổ chức vào ngày 26 tháng 5 năm 2024 tại Trường đua Monaco ở Monte Carlo, Công quốc Monaco. Chặng đua này là chặng đua thứ tám của Giải đua xe Công thức 1 2024.

## Bối cảnh
Giải đua ô tô Công thức 1 Monaco 2024 được tổ chức vào cuối tuần từ 24 đến 26 tháng 5 tại Trường đua Monaco ở Monte Carlo, Công quốc Monaco, và đây là lần thứ 70 trường đua này  tổ chức một chặng đua Công thức 1. Giải đua ô tô Công thức 1 Monaco là chặng đua thứ tám của Giải đua xe Công thức 1 2024 và cũng là phiên bản thứ 81 của Giải đua ô tô Công thức 1 Monaco.

### Bảng xếp hạng các tay đua và đội đua trước chặng đua
Sau Giải đua ô tô Công thức 1 Emilia-Romagna, Max Verstappen dẫn đầu bảng xếp hạng các tay đua với 161 điểm trước Charles Leclerc (113 điểm) với khoảng cách 48 điểm và người đứng thứ ba Sergio Pérez (107 điểm) với khoảng cách 54 điểm. Red Bull Racing dẫn đầu bảng xếp hạng các đội đua với 268 điểm, cách Ferrari (212 điểm) 56 điểm và cách McLaren (154 điểm) 114 điểm.

### Danh sách các tay đua và đội đua
Danh sách các tay đua và đội đua cho chặng đua này không có thay đổi nào so với danh sách các tay đua và đội đua tham gia mùa giải.

### Lựa chọn hợp chất lốp
Nhà cung cấp lốp xe Pirelli mang đến các hợp chất lốp C3, C4 và C5 (ba hợp chất lốp mềm nhất trong số các hợp chất lốp), lần lượt được tiêu chuẩn hóa là cứng (hard), trung bình (medium) và mềm (soft) để các đội sử dụng trong suốt sự kiện này.

## Tường thuật

### Buổi đua thử
Ba buổi đua thử được tổ chức tại Giải đua ô tô Công thức 1 Monaco 2024. Buổi đua thử đầu tiên được tổ chức vào ngày 24 tháng 5 năm 2024 lúc 13:30 giờ địa phương (UTC+2). Lewis Hamilton của Mercedes đứng đầu buổi đua thử đầu tiên trước Oscar Piastri của McLaren và đồng đội của Hamilton tại Mercedes là George Russell với thời gian nhanh nhất là 1:12,169 phút. Lá cờ đỏ đã được giương ra sau khi các mảnh vỡ nằm rải rác ở khúc cua số 1 từ vụ va chạm của Chu Quán Vũ của Sauber với rào chắn đường đua. Buổi đua thử thứ hai được tổ chức vào lúc 17:00 giờ địa phương (UTC+2) cùng ngày. Charles Leclerc của Ferrari đứng đầu buổi đua thử thứ hai trước Hamilton của Mercedes và Fernando Alonso của Aston Martin với thời gian nhanh nhất là 1:11,278 phút. Buổi đua thử thứ ba và cuối cùng được tổ chức vào ngày 25 tháng 5 năm 2023 lúc 12:30 giờ địa phương (UTC+2). Leclerc của Ferrari đứng đầu buổi đua thứ ba và cuối cùng trước Max Verstappen của Red Bull Racing và Hamilton với thời gian nhanh nhất là 1:11,369 phút.

### Vòng phân hạng
Vòng phân hạng được tổ chức vào ngày 25 tháng 5 năm 2024 lúc 16:00 giờ địa phương (UTC+2), bao gồm ba phần với thời gian là 45 phút và các vị trí xuất phát cho cuộc đua được xác định. Các tay đua có 18 phút ở phần đầu tiên (Q1) để tiếp tục tham gia phần thứ hai (Q2) của vòng phân hạng cuộc đua. Tất cả các tay đua đạt được thời gian trong phần đầu tiên với thời gian tối đa 107% thời gian nhanh nhất được phép tham gia cuộc đua. 15 tay đua dẫn đầu phần này lọt vào phần tiếp theo. Sau khi Q1 kết thúc, George Russell của Mercedes đứng đầu với thời gian nhanh nhất là 1:11,492 phút trong khi Fernando Alonso của Aston Martin, Logan Sargeant của Williams, Sergio Pérez của Red Bull Racing và cả hai tay đua của Kick Sauber bị loại.
Phần thứ hai (Q2) kéo dài 15 phút và mười tay đua nhanh nhất của phần này đi tiếp vào phần thứ ba (Q3) và cuối cùng của vòng phân hạng cuộc đua. Sau khi Q2 kết thúc, Verstappen của Red Bull Racing đứng đầu với thời gian nhanh nhất là 1:10,732 phút trong khi Esteban Ocon của Alpine, cả hai tay đua của Haas, Daniel Ricciardo của RB và Lance Stroll của Aston Martin bị loại.
Phần thứ ba (Q3) và cuối cùng kéo dài 12 phút, trong đó mười vị trí xuất phát đầu tiên được xác định sẵn cho cuộc đua. Với thời gian nhanh nhất là 1:10,270 phút, Leclerc của Ferrari giành vị trí pole cho cuộc đua trước Oscar Piastri của McLaren và đồng đội tại Ferrari là Carlos Sainz Jr.
Sau vòng phân hạng, cả hai tay đua của Haas, Nico Hülkenberg và Kevin Magnussen, đã bị loại khỏi kết quả do hệ thống DRS trên những chiếc xe đua của họ bị phát hiện là không phù hợp với quy chuẩn kỹ thuật. Cả hai được phép tham gia cuộc đua sau khi được ban quản lý chặng đua cho phép.

### Cuộc đua
Cuộc đua được tổ chức vào ngày 26 tháng 5 năm 2024 lúc 15:00 giờ địa phương (UTC+2) và bao gồm 78 vòng đua.
Cuộc đua bị gián đoạn ở vòng đua đầu tiên sau một vụ va chạm giữa Sergio Pérez, Nico Hülkenberg và Kevin Magnussen. Tất cả đều đã phải bỏ cuộc. Bên cạnh đó, vụ va chạm đã khiến các rào chắn bị hư hại nặng và một lượng lớn mảnh vỡ vương vãi khắp các khúc cua đầu tiên. Sau đó, khi những tay đua Alpine rời khỏi khúc cua Portier, Esteban Ocon lao vào Pierre Gasly khiến chiếc xe của Ocon bị hất văng lên trên. Ocon, người đã thừa nhận trách nhiệm về vụ việc này, đã bỏ cuộc trong thời gian bị gián đoạn.
Tiếp theo, cuộc đua tái diễn trở lại. Leclerc giữ vị trí dẫn đầu sau khi khởi động cho đến khi về đích để giành chiến thắng trước Piastri và Sainz Jr. Đây là chiến thắng đầu tiên của anh kể từ Giải đua ô tô Công thức 1 Áo 2022. Leclerc cũng trở thành tay đua người Monaco đầu tiên kể từ Louis Chiron năm 1931 giành chiến thắng chặng đua quê nhà và đồng thời là người đầu tiên giành được nó kể từ khi Công thức 1 bắt đầu vào năm 1950. Các tay đua còn lại ghi điểm trong cuộc đua là Lando Norris, George Russell, Max Verstappen, Lewis Hamilton, Tsunoda Yuki, Alexander Albon và Gasly. Bên cạnh đó, Albon, Gasly và đội đua Williams đã lấy được những điểm đầu tiên trong mùa giải này.

## Kết quả

### Vòng phân hạng
| Vị trí                   | Số xe | Tay đua          | Đội đua                      | Q1       | Q2       | Q3       | Vị trí xuất phát |
| ------------------------ | ----- | ---------------- | ---------------------------- | -------- | -------- | -------- | ---------------- |
| 1                        | 16    | Charles Leclerc  | Ferrari                      | 1:11,584 | 1:10,825 | 1:10,270 | 1                |
| 2                        | 81    | Oscar Piastri    | McLaren-Mercedes             | 1:11,500 | 1:10,756 | 1:10,424 | 2                |
| 3                        | 55    | Carlos Sainz Jr. | Ferrari                      | 1:11,543 | 1:11,075 | 1:10,518 | 3                |
| 4                        | 4     | Lando Norris     | McLaren-Mercedes             | 1:11,760 | 1:10,732 | 1:10,542 | 4                |
| 5                        | 63    | George Russell   | Mercedes                     | 1:11,492 | 1:10,929 | 1:10,543 | 5                |
| 6                        | 1     | Max Verstappen   | Red Bull Racing-Honda RBPT   | 1:11,711 | 1:10,745 | 1:10,567 | 6                |
| 7                        | 44    | Lewis Hamilton   | Mercedes                     | 1:11,528 | 1:11,056 | 1:10,621 | 7                |
| 8                        | 22    | Tsunoda Yuki     | RB-Honda RBPT                | 1:11,852 | 1:11,106 | 1:10,858 | 8                |
| 9                        | 23    | Alexander Albon  | Williams-Mercedes            | 1:11,623 | 1:11,216 | 1:10,948 | 9                |
| 10                       | 10    | Pierre Gasly     | Alpine-Renault               | 1:11,714 | 1:10,896 | 1:11,311 | 10               |
| 11                       | 31    | Esteban Ocon     | Alpine-Renault               | 1:11,887 | 1:11,285 | –        | 11               |
| 12                       | 3     | Daniel Ricciardo | RB-Honda RBPT                | 1:11,785 | 1:11,482 | –        | 12               |
| 13                       | 18    | Lance Stroll     | Aston Martin Aramco-Mercedes | 1:11.728 | 1:11,563 | –        | 13               |
| 14                       | 14    | Fernando Alonso  | Aston Martin Aramco-Mercedes | 1:12,019 | –        | –        | 14               |
| 15                       | 2     | Logan Sargeant   | Williams-Mercedes            | 1:12,020 | –        | –        | 15               |
| 16                       | 11    | Sergio Pérez     | Red Bull Racing-Honda RBPT   | 1:12,060 | –        | –        | 16               |
| 17                       | 77    | Valtteri Bottas  | Kick Sauber-Ferrari          | 1:12,512 | –        | –        | 17               |
| 18                       | 24    | Chu Quán Vũ      | Kick Sauber-Ferrari          | 1:13,028 | –        | –        | 18               |
| Bị loại                  | 27    | Nico Hülkenberg  | Haas-Ferrari                 | 1:11,876 | 1:11,440 | –        | 191              |
| Bị loại                  | 20    | Kevin Magnussen  | Haas-Ferrari                 | 1:11,832 | 1:11,725 | –        | 201              |
| Thời gian 107%: 1:16,594 |       |                  |                              |          |          |          |                  |

Ghi chú
- ^1  – Nico Hülkenberg và Kevin Magnussen bị loại khỏi kết quả vòng phân hạng do hệ thống DRS trên những chiếc xe đua Haas của họ bị phát hiện là không phù hợp với quy chuẩn kỹ thuật. Cả hai được phép tham gia cuộc đua sau khi được ban quản lý chặng đua cho phép.[14]

### Cuộc đua
| Vị trí                                                                        | Số xe | Tay đua          | Đội đua                      | Số vòng | Thời gian/ Bỏ cuộc  | Vị trí xuất phát | Số điểm |
| ----------------------------------------------------------------------------- | ----- | ---------------- | ---------------------------- | ------- | ------------------- | ---------------- | ------- |
| 1                                                                             | 16    | Charles Leclerc  | Ferrari                      | 78      | 2:23:15,554         | 1                | 25      |
| 2                                                                             | 81    | Oscar Piastri    | McLaren-Mercedes             | 78      | + 7,152             | 2                | 18      |
| 3                                                                             | 55    | Carlos Sainz Jr. | Ferrari                      | 78      | + 7,585             | 3                | 15      |
| 4                                                                             | 4     | Lando Norris     | McLaren-Mercedes             | 78      | + 8,650             | 4                | 12      |
| 5                                                                             | 63    | George Russell   | Mercedes                     | 78      | + 13,309            | 5                | 10      |
| 6                                                                             | 1     | Max Verstappen   | Red Bull Racing-Honda RBPT   | 78      | + 13,853            | 6                | 8       |
| 7                                                                             | 44    | Lewis Hamilton   | Mercedes                     | 78      | + 14,908            | 7                | 71      |
| 8                                                                             | 22    | Tsunoda Yuki     | RB-Honda RBPT                | 77      | + 1 vòng            | 8                | 4       |
| 9                                                                             | 23    | Alexander Albon  | Williams-Mercedes            | 77      | + 1 vòng            | 9                | 2       |
| 10                                                                            | 10    | Pierre Gasly     | Alpine-Renault               | 77      | + 1 vòng            | 10               | 1       |
| 11                                                                            | 14    | Fernando Alonso  | Aston Martin Aramco-Mercedes | 76      | + 2 vòng            | 14               |         |
| 12                                                                            | 3     | Daniel Ricciardo | RB-Honda RBPT                | 76      | + 2 vòng            | 12               |         |
| 13                                                                            | 77    | Valtteri Bottas  | Kick Sauber-Ferrari          | 76      | + 2 vòng            | 17               |         |
| 14                                                                            | 18    | Lance Stroll     | Aston Martin Aramco-Mercedes | 76      | + 2 vòng            | 13               |         |
| 15                                                                            | 2     | Logan Sargeant   | Williams-Mercedes            | 76      | + 2 vòng            | 15               |         |
| 16                                                                            | 24    | Chu Quán Vũ      | Kick Sauber-Ferrari          | 76      | + 2 vòng            | 18               |         |
| Bỏ cuộc                                                                       | 31    | Esteban Ocon     | Alpine-Renault               | 0       | Xe hỏng sau va chạm | 11               |         |
| Bỏ cuộc                                                                       | 11    | Sergio Pérez     | Red Bull Racing-Honda RBPT   | 0       | Va chạm             | 16               |         |
| Bỏ cuộc                                                                       | 27    | Nico Hülkenberg  | Haas-Ferrari                 | 0       | Va chạm             | 19               |         |
| Bỏ cuộc                                                                       | 20    | Kevin Magnussen  | Haas-Ferrari                 | 0       | Va chạm             | 20               |         |
| Vòng đua nhanh nhất: Lewis Hamilton (Mercedes) - 1:14,165 (vòng đua thứ 63)   |       |                  |                              |         |                     |                  |         |
| Tay đua xuất sắc nhất cuộc đua: Charles Leclerc (Ferrari), 32,4% số phiếu bầu |       |                  |                              |         |                     |                  |         |

Ghi chú
- ^1  – Bao gồm một điểm cho vòng đua nhanh nhất.[15]

## Bảng xếp hạng sau chặng đua

### Bảng xếp hạng các tay đua
| Vị trí | Tay đua          | Đội đua                      | Số điểm | Thay đổi vị trí |
| ------ | ---------------- | ---------------------------- | ------- | --------------- |
| 1      | Max Verstappen   | Red Bull Racing-Honda RBPT   | 169     | +/-0            |
| 2      | Charles Leclerc  | Ferrari                      | 138     | +/-0            |
| 3      | Lando Norris     | McLaren-Mercedes             | 113     | 1               |
| 4      | Carlos Sainz Jr. | Ferrari                      | 108     | 1               |
| 5      | Sergio Pérez     | Red Bull Racing-Honda RBPT   | 107     | 1               |
| 6      | Oscar Piastri    | McLaren-Mercedes             | 71      | +/-0            |
| 7      | George Russell   | Mercedes                     | 54      | +/-0            |
| 8      | Lewis Hamilton   | Mercedes                     | 42      | +/-0            |
| 9      | Fernando Alonso  | Aston Martin Aramco-Mercedes | 33      | +/-0            |
| 10     | Tsunoda Yuki     | RB-Honda RBPT                | 19      | +/-0            |

- Lưu ý: Chỉ có mười vị trí đứng đầu được liệt kê trên bảng xếp hạng này.

### Bảng xếp hạng các đội đua
| Vị trí | Đội đua                      | Số điểm | Thay đổi vị trí |
| ------ | ---------------------------- | ------- | --------------- |
| 1      | Red Bull Racing-Honda RBPT   | 276     | +/-0            |
| 2      | Ferrari                      | 252     | +/-0            |
| 3      | McLaren-Mercedes             | 184     | +/-0            |
| 4      | Mercedes                     | 96      | +/-0            |
| 5      | Aston Martin Aramco-Mercedes | 44      | +/-0            |
| 6      | RB-Honda RBPT                | 24      | +/-0            |
| 7      | Haas-Ferrari                 | 7       | +/-0            |
| 8      | Williams-Mercedes            | 2       | 1               |
| 9      | Alpine-Renault               | 2       | 1               |
| 10     | Kick Sauber-Ferrari          | 0       | +/-0            |